# Turismo en Senegal

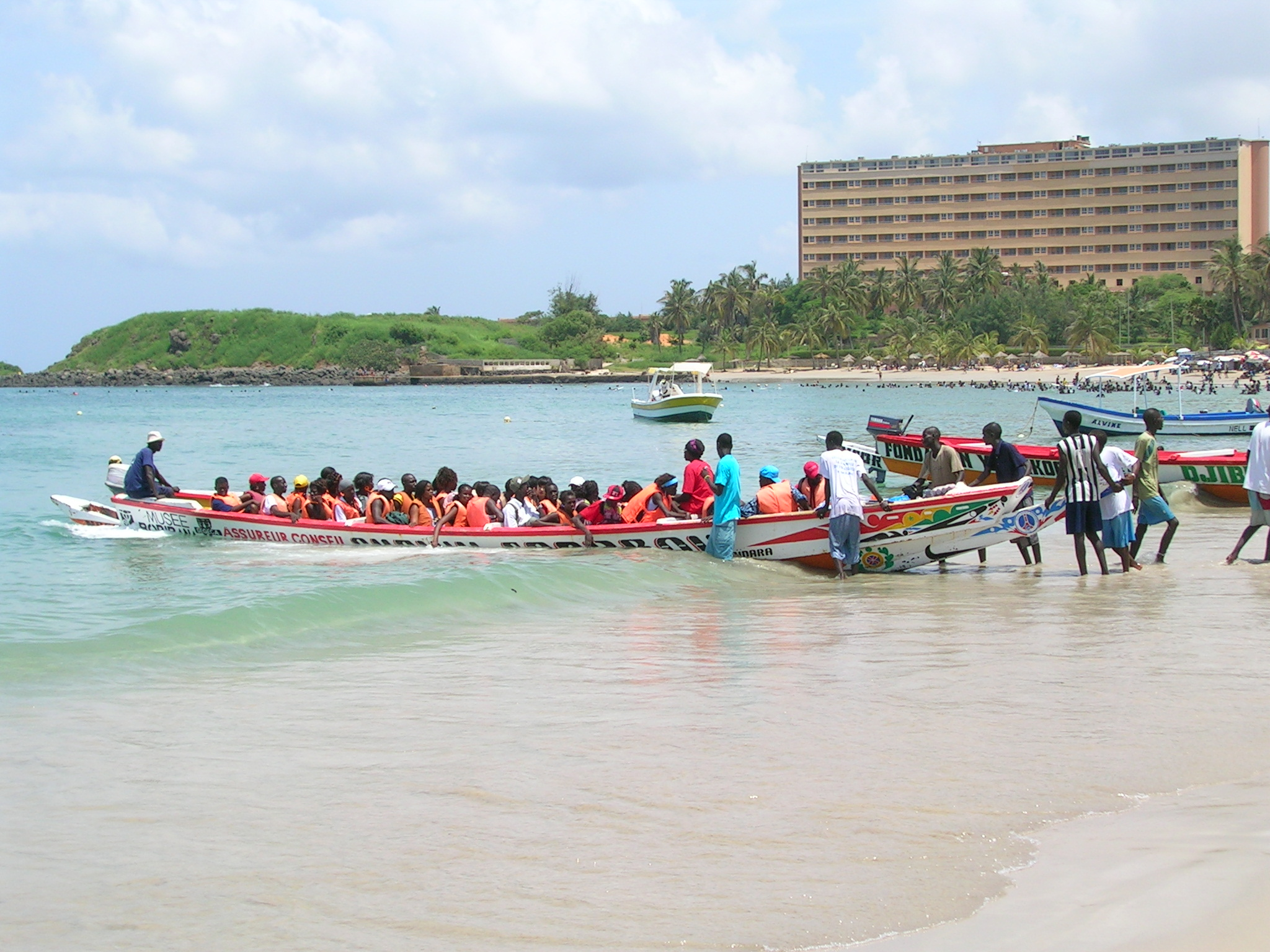
Salida de una canoa desde el pueblo de Ngor, cerca de Cabo Verde, hacia la isla de Ngor (Senegal).

El Turismo en Senegal corresponde a uno de los sectores económicos más importantes para el país. La introducción del primer resort Club Med en la década de 1970 fue el punto de inicio en este sector.

## Importancia
Desde la construcción del primer resort en la década de 1970, el turismo ha ido tomando un rol cada vez más importante en el país africano. Inicialmente la mayoría de los turistas eran de origen francés, hecho dado principalmente por el origen colonial del país. Ya en la década de 1990, el estado ha hecho esfuerzos en lograr captar la llegada de turistas de otros países como España, Reino Unido e Italia, en parte motivado por el ejemplo de su vecina Gambia, la cual tiene un mayor porcentaje de turistas de Europa del Norte y de América gracias a los resorts costeros de Banjul.

## Atractivos
Las principales ciudades de interés incluyen la capital Dakar, Saint-Luis, un pueblo colonial antiguo y el centro sagrado muridí en Touba. La Isla de Gorea, antiguo centro de esclavos de África, y actualmente patrimonio de la humanidad por la UNESCO, compone otra de las atracciones turísticas.